# جودسماك
غادسماك (بالإنجليزية: Godsmack)‏ فرقة روك أمريكية من لورانس ماساتشوستس والتي شكلت في العام 1995، حتى الآن، باعت الفرقة أكثر من 19 مليون ألبوم في جميع أنحاء العالم، بما فيها 13 مليون نسخة في الولايات المتحدة.

## الألبومات
- 1998 - Godsmcak
- 2000 - Awake
- 2003 - Faceless
- 2006 - IV
- 2010 - The Oracle

## روابط خارجية
- جودسماك على موقع ميوزك برينز (الإنجليزية)
- جودسماك على موقع أول ميوزيك (الإنجليزية)
- جودسماك على موقع ديسكوغز (الإنجليزية)